# ウィンストン・ライリー

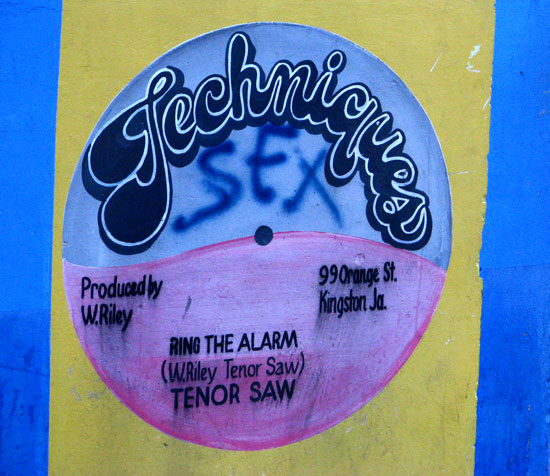
ライリーのレーベル、テクニクスのレコード

ウィンストン・ライリー（Winston Riley、1946年 - 2012年1月19日）は、ジャマイカの音楽プロデューサー、作曲家、歌手、ベーシスト。
1980年代のダンスホールレゲエを牽引したテクニクス・レーベルの主宰者として最も有名であるが、1960年代後半に活躍したロックステディのコーラスグループ、テクニクス (Techniques) のオリジナルメンバーとしてや、レゲエ歌手ジミー・ライリーの兄としても知られる。

## 経歴
1946年、ジャマイカ、キングストンに生まれる。1958年頃、11歳のときにタレントコンテストなどで活動を開始。高校に進学した1962年にはスリム・スミス、フレデリック・ウェイト、フランクリン・ホワイトと共にテクニクスというコーラスグループを結成し、エドワード・シアガが所有していたチョコモ・ローン・クラブなどで活動を開始した。テクニクスのメンバーは平行してヴィクターズという名義でバンド活動も行っており、ライリーはベースを担当していた。
テクニクスは1963年、コロムビア・レコードからイギリスのみで発表された、"No One"でレコードデビュー。
その後トレジャー・アイル、スタジオ・ワンなどのレーベルから多くの作品を発表するが、1966年にはリードボーカルだったスミスとホワイトが脱退。代替メンバーとしてパット・ケリー、デイヴ・バーカーらを迎え"You Don't Care"、 "Queen Majesty"、 "I Wish It Would Rain"、 "It's You I Love"、 and "Love Is Not a Gamble"などの楽曲を発表するが、1968年頃ライリーがテクニクス・レーベルを立ち上げたことにより解散する。
プロデューサーとして活動を開始したライリーは、トミー・マクック&ザ・スーパー・ソニックスらを起用し自身の"I'm in Love"を制作。1969年にプロデュースしたデイヴ・アンド・アンセル・コリンズの"Double Barrel"は1971年にUKシングルチャート1位を獲得する大ヒットを記録した。
1973年にはアンセル・コリンズのインストナンバーとして"Stalag 17（スタラグ17）"をリリースする。この曲名は同名の映画（邦題：『第十七捕虜収容所』）にちなんでつけられ、スタラグリディムの記念すべき最初のトラックとなる。スタラグは、"Stalag 18"、"Stalag 19"、"Stalag20"、"Ring the Alarm Quick"、"Stalag 2000"など繰り返しリメイクされ、現在においてもダンスホール・レゲエにおける重要なリディムとなっている。
1980年代から1990年代前半はライリーの黄金期となった。1982年、シスター・ナンシーの"Bam Bam"をヒットさせると、1985年、テナー・ソウの"Ring the Alerm"、1986年にはスーパーキャットの"Boops"、1988年にはレッド・ドラゴンの"Agony"、1992年にはブジュ・バントンの"Stamina Daddy"などをヒットさせた。
2012年1月19日に死去
。65歳没。